# Enar Jääger
Enar Jääger (Kohila, 18 de novembro de 1984) é um ex-futebolista estoniano que atuava como lateral-direito ou zagueiro.
É um dos principais jogadores da história do futebol estoniano, tendo atuado em 126 partidas pela seleção nacional durante 15 anos.

## Carreira em clubes
Revelado nas categorias de base do Flora Kehtna, Jääger estreou profissionalmente em abril de 2000, com apenas 15 anos de idade, contra o Merkuur Tartu. Defendeu ainda Tervis Parnu, Valga e Flora Tallinn em seu país natal, antes de assinar com o Torpedo Moscou, tradicional clube de futebol da vizinha  Rússia, em fevereiro de 2005. Além dele, outros 2 atletas da Estônia atuavam no Torpedo (Andres Oper e Andrei Stepanov). Em 2 temporadas, foram 35 partidas disputadas.
Após deixar o Torpedo em 2007, vestiu as camisas de Aalesund (duas passagens), Ascoli (5 partidas), Lierse, Flora Tallinn e Vålerenga, onde atuou em 58 jogos oficiais entre 2015 e 2018, além de ter disputado 4 jogos pelo time reserva.
Em junho de 2019, voltou novamente ao Flora até o final da temporada, onde terminou como campeão nacional. Em dezembro de 2020, após mais um título da Meistriliiga, Jääger anunciou sua aposentadoria dos gramados.

## Seleção Estoniana
Tendo jogado nas categorias de base da Seleção Estoniana, Jääger estreou pela equipe principal em 2002, num amistoso contra a Nova Zelândia, substituindo Marko Kristal aos 24 minutos do segundo tempo. Entrou para o clube dos jogadores que disputaram 100 ou mais jogos por uma seleção nacional em novembro de 2013, ao enfrentar Liechtenstein, também em um jogo amistoso. Embora seja o sexto jogador que mais vezes entrou em campo pela Seleção Estoniana (126 partidas), não marcou nenhum gol com a camisa de seu país.

## Títulos
Flora Tallinn
- Meistriliiga: 2003, 2019, 2020
- Supercopa da Estônia: 2003, 2004

Valga
- Esiliiga: 2002

Aalesund
- Copa da Noruega: 2011